# Дмитриев, Адам Мартынович
Адам Мартынович Дмитриев (6 ноября 1902 или 24 октября [6 ноября] 1902, Никоновичи, Могилёвская губерния — 15 января 1936, Ялта) — русский советский писатель.

## Биография
В 1912 году был увезён родителями в Сибирь.
С установлением советской власти работал в различных государственных учреждениях. Собирал продналог.
Член РКП(б) с 1920 года.
С конца 1922 года политработник Дальневосточного флота, участвовал в высадке в Охотском море при ликвидации последних «ястребов» генерала Пепеляева. С 1925 года на Балтийском флоте: помощник комиссара крейсера «Профинтерн», секретарь парткома эсминской бригады, инструктор политотдела.
Начал печататься в 1926 году, в своих произведениях развивал морскую тематику. Был одним из руководителей ЛОКАФ, редактором журнала «Залп».
Скончался после тяжёлой продолжительной болезни. Похоронен на Старом городском кладбище Ялты.